# Béning-lès-Saint-Avold
Béning-lès-Saint-Avold (Duits: Beningen bei Sankt Avold) is een gemeente in het Franse departement Moselle (regio Grand Est). De plaats maakt deel uit van het arrondissement Forbach-Boulay-Moselle. Béning-lès-Saint-Avold telde op 1 januari 2022 1.133 inwoners.

## Geografie
De oppervlakte van Béning-lès-Saint-Avold bedroeg op 1 januari 2022 3,69 vierkante kilometer; de bevolkingsdichtheid was toen 307 inwoners per km².

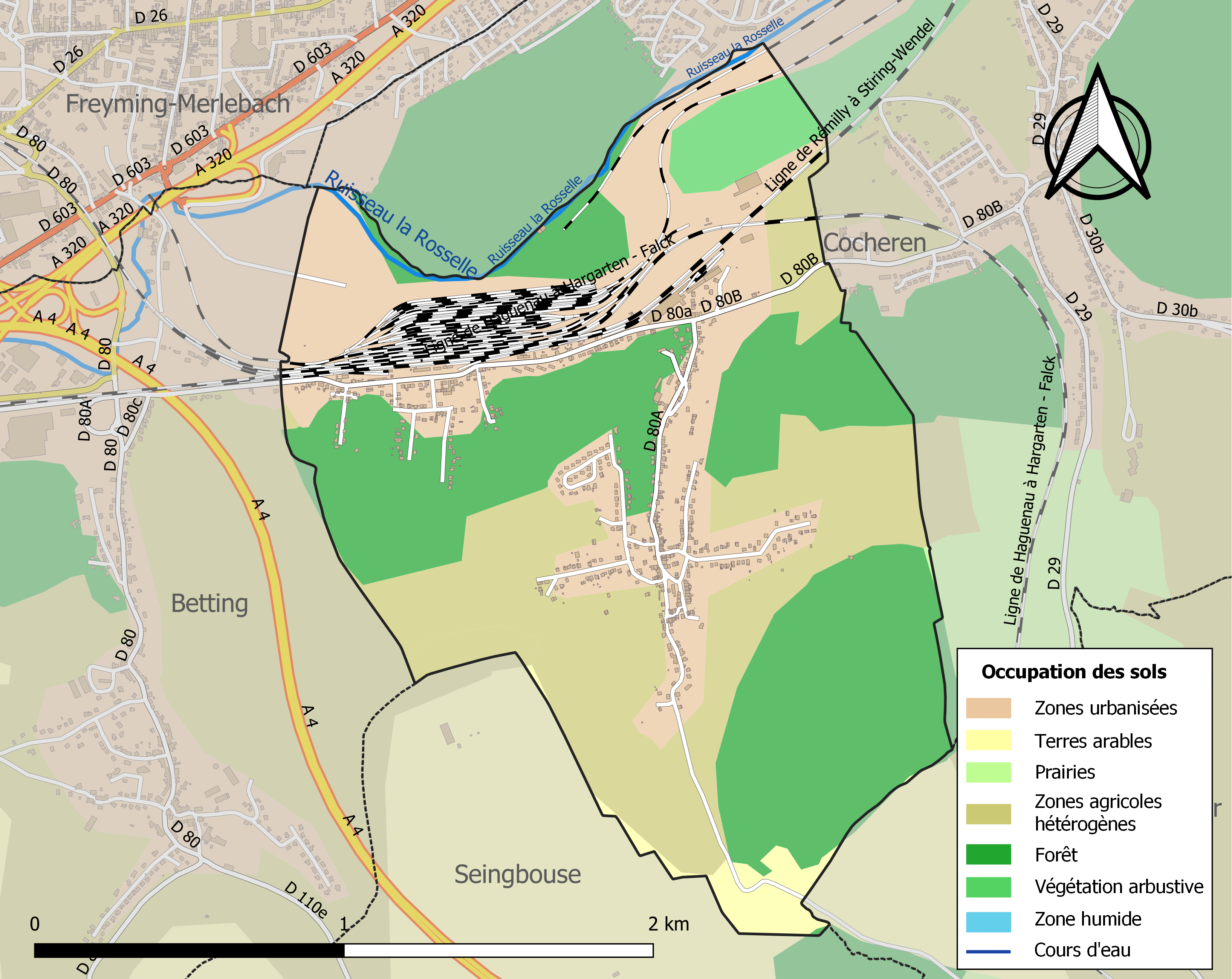
Kaart van de gemeente met de belangrijkste infrastructuur, bodemgebruik en omliggende gemeenten

## Demografie
Onderstaande figuur toont het verloop van het inwonertal (bron: INSEE-tellingen).

## Verkeer en vervoer
In de gemeente bevindt zich het spoorwegstation Béning.